# سیارک ۱۲۳۸۱۸
سیارک ۱۲۳۸۱۸ (به انگلیسی: 123818 Helenzier، نامگذاری:2001BC75) صد و بیست و سه هزار و هشتصد و هجدهمین سیارک کشف شده‌است که در ۳۱ ژانویه ۲۰۰۱ کشف شد.